# Чёрная решётка (картина Кандинского)
«Чёрная решётка» (нем. Schwarzer Raster, фр. Trame noire) — абстрактная картина русского художника Василия Кандинского, написанная в 1922 году и хранящаяся в Музей изящных искусств в Нанте, Франция.

## История
Полотно было создано на пике творчества Кандинского во время преподавания и работы в Баухаусе в Дессау, Германия и вошло в состав собрания работ, которые художник смог вывезти при эмиграции из-за преследования со стороны НСДАП во Францию в 1933 году. После смерти автора хранилось вдовой Ниной Кандинской и по её завещанию поступило в коллекцию Национального центра искусства и культуры Жоржа Помпиду Государственного музея современного искусства в Париже в 1981 году, откуда в 1986 году была передано на хранение в Музей изящных искусств в Нанте.

## Описание
Полотно, написанное на пике творчества автора, включает в себя его теорию об эмоциях, которые передают линии, формы и цвета. В центре красочной композиции характерно наличие своего рода неправильной сетки с чёрными краями, ограничивающими белые прямоугольники, напоминающими шахматную доску. Кроме того, некоторые элементы в левом нижнем углу можно интерпретировать как лодки, за которыми следует рыба. Красный цвет создаёт впечатление звука барабана, а зеленый цвет — тихого звука скрипки. Вертикальные линии на картине холодные, а горизонтальные — горячие, сильные и яркие. В этой работе представлены такие контрасты, как зрелость и постоянство изогнутых линий и молодость с переменчивостью угловатых линий.